# Microplexia griveaudi
Microplexia griveaudi là một loài bướm đêm trong họ Noctuidae.